# ストレプトリジン
ストレプトリジン(Streptolysin)は、レンサ球菌の溶血性外毒素である。
酸素に対して不安定なストレプトリジンO (SLO)と、酸素に対して安定なストレプトリジンS (SLS)の2種がある.。